# 福岡市立田隈中学校
福岡市立田隈中学校（ふくおかしりつたぐまちゅうがっこう）は、福岡県福岡市早良区田村4丁目25番1号に所在する公立中学校である。
田村小学校の校区全域と、野芥小学校・田隈小学校の校区の一部を校区とする。

## 沿革
- 1979年（昭和54年）4月1日 - 梅林・西福岡・金武中学校の校区の一部を分離独立させて開校。同年4月5日に開校式を行い学校教育開始。校舎の中には周囲が畑しかない時代の写真が飾られている。

2008年でちょうど30周年である。

## 卒業生
- 宮司愛海 - フジテレビアナウンサー
- 齋藤誠一 - 栃木SC GKコーチ
- 馬奈木俊介 - 都市計画学者 九州大学大学院工学研究院教授・都市研究センター長

## 周辺
- 福岡歯科大学
- 福岡市立田村小学校
- 福岡市立野芥小学校
- 福岡市立田隈小学校

## 交通
- 福岡市交通局七隈線賀茂駅から徒歩17分。